# غبارة بالسد (المكلا)

تعديل مصدري - تعديل

غبارة بالسد هي إحدى قرى عزلة المكلا بمديرية المكلا التابعة لمحافظة حضرموت، بلغ تعداد سكانها 78 نسمة حسب تعداد اليمن لعام 2004.